# 1000-km-Rennen von Spa-Francorchamps 1982

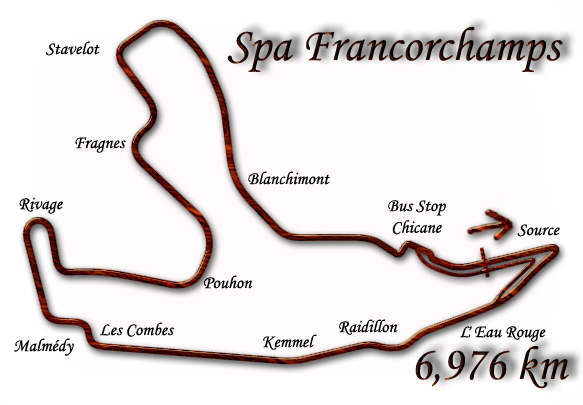
Streckenlayout 1982

Das elfte 1000-km-Rennen von Spa-Francorchamps, auch 1000 km. Spa Trophee Diners Club, Spa-Francorchamps, fand am 5. September 1982 auf dem Circuit de Spa-Francorchamps statt und war der fünfte Wertungslauf der Sportwagen-Weltmeisterschaft dieses Jahres.

## Das Rennen
1982 kehrte das 1000-km-Rennen von Spa-Francorchamps in den Rennkalender der Sportwagen-Weltmeisterschaft zurück. Das letzte Rennen vor der siebenjährigen Pause hatten Henri Pescarolo und Derek Bell im Alfa Romeo 33TT12 des Willi Kauhsen Racing Teams gewonnen. Auch 1982 war Derek Bell mit einer realen Siegchance ins Rennen gegangen, musste sich aber nach knapp sechs Stunden Fahrzeit mit Partner Vern Schuppan den Porsche-Teamkollegen Jacky Ickx und Jochen Mass deutlich geschlagen geben. Henri Pescarolo fuhr gemeinsam mit Jean-Pierre Jaussaud und Jean Rondeau einen Rondeau M382 an die achte Stelle der Gesamtwertung, wodurch Porsche die Marken-Weltmeisterschaft vor Rondeau gewann.

## Ergebnisse

### Schlussklassement
| 1                  | C        | 1  | Rothmans Porsche Team        | Jacky Ickx Jochen Mass                                | Porsche 956                  | 144 |
| 2                  | C        | 2  | Rothmans Porsche Team        | Derek Bell Vern Schuppan                              | Porsche 956                  | 141 |
| 3                  | Gr. 6    | 50 | Martini Racing               | Riccardo Patrese Teo Fabi                             | Lancia Martini LC1           | 140 |
| 4                  | C        | 4  | Belga Team-Joest-Porsche     | Jean-Michel Martin Philippe Martin                    | Porsche 936C                 | 134 |
| 5                  | C        | 11 | Jean Rondeau                 | François Migault Gordon Spice                         | Rondeau M382                 | 133 |
| 6                  | Gr. 6    | 52 | Osella Mirabella Racing      | Giorgio Francia Luigi Moreschi                        | Osella PA9                   | 132 |
| 7                  | Gr. 5    | 60 | Giampiero Moretti            | Giampiero Moretti Mauro Baldi                         | Porsche 935/78-81            | 132 |
| 8                  | C        | 24 | Jean Rondeau                 | Jean-Pierre Jaussaud Henri Pescarolo Jean Rondeau     | Rondeau M382                 | 132 |
| 9                  | C        | 20 | BASF Cassetten Team Sport    | Hans Heyer Hans-Joachim Stuck                         | Sauber SHS C6                | 131 |
| 10                 | Gr. 5    | 62 | Lässig Obermaier Team        | Jürgen Lässig Teddy Pilette Jean-Paul Libert          | Porsche 935K3                | 129 |
| 11                 | C        | 32 | Viscount Downe Pace Petrol   | Ray Mallock Mike Salmon                               | Nimrod NRA/C2                | 126 |
| 12                 | Gr. 6    | 26 | David Mercer                 | David Mercer Mike Chittenden                          | Vogue SP2                    | 125 |
| 13                 | C        | 38 | Auto Sport Christian Bussi   | Christian Bussi Bernard de Dryver Pascal Witmeur      | Rondeau M382                 | 124 |
| 14                 | GT       | 92 | Jens Winther                 | Jens Winther Lars-Viggo Jensen                        | BMW M1                       | 124 |
| 15                 | IMSA GTO | 84 | Canon Camera GTi Engineering | Jonathan Palmer Richard Lloyd                         | Porsche 924 Carrera GTR      | 123 |
| 16                 | Gr. 6    | 54 | Martin Birrane               | Martin Birrane Pascal Foix                            | Chevron B36B                 | 123 |
| 17                 | GT       | 90 | Richard Cleare               | Richard Cleare Tony Dron                              | Porsche 934                  | 123 |
| 18                 | C        | 7  | Ford Motor Company           | Manfred Winkelhock Klaus Niedzwiedz                   | Ford C100                    | 123 |
| 19                 | GT       | 93 | Formel Rennsport Club Zurich | Peter Zbinden Edi Kofel                               | Porsche 924 Carrera GTR      | 120 |
| 20                 | B        | 95 | Müllerbrau Team              | Georg Memminger Fritz Müller                          | Porsche 930                  | 108 |
| 21                 | C        | 35 | Yves Courage                 | Yves Courage Nick Faure Hervé Regout                  | Cougar C01                   | 104 |
| Disqualifiziert    |          |    |                              |                                                       |                              |     |
| 22                 | C        | 16 | Ultramar Team Lola           | Guy Edwards Rupert Keegan                             | Lola T610                    | 30  |
| Ausgefallen        |          |    |                              |                                                       |                              |     |
| 23                 | Gr. 6    | 51 | Martini Racing               | Piercarlo Ghinzani Michele Alboreto                   | Lancia Martini LC1           | 143 |
| 24                 | C        | 6  | Ford Motor Company           | Marc Surer Klaus Ludwig                               | Ford C100                    | 124 |
| 25                 | Gr. 5    | 65 | Sivama Vesuvio Racing        | Guido Daccò Gianni Giudici Aldo Bertuzzi              | Lancia Beta Montecarlo Turbo | 116 |
| 26                 | C        | 30 | Kannacher GT Racing          | Willi Stiller Harald Grohs Pierre Dieudonné           | URD C81                      | 98  |
| 27                 | C        | 31 | Nimrod Racing                | Geoff Lees Tiff Needell                               | Nimrod NRA/C2                | 98  |
| 28                 | Gr. 6    | 57 | Elkoubi                      | Jean Eggericx Dirk Vermeersch François-Xavier Boucher | Lola T298                    | 61  |
| 29                 | C        | 9  | S.E.C.A.T.E.V.A.             | Jean-Daniel Raulet Roger Dorchy Michel Pignard        | WM P82                       | 54  |
| 30                 | Gr. 5    | 61 | B.M.W. Italia                | Enzo Calderari Umberto Grano Marco Vanoli             | BMW M1                       | 52  |
| 31                 | C        | 5  | Porsche Kremer Racing        | Rolf Stommelen Stefan Bellof                          | Porsche CK5                  | 50  |
| 32                 | Gr. 6    | 58 | Pierre Chauvet               | Edgar Dören Pierre Chauvet Helmut Gall                | TOJ SC205                    | 34  |
| 33                 | Gr. 5    | 68 | ARK Racing                   | Max Payne Chris Ashmore                               | Lotus Elan                   | 32  |
| 34                 | C        | 12 | Jean Rondeau                 | Thierry Boutsen Henri Pescarolo                       | Rondeau M382                 | 28  |
| 35                 | Gr. 5    | 66 | Sivama Vesuvio Racing        | Joe Castellano Aldo Bertuzzi                          | Lancia Beta Montecarlo Turbo | 18  |
| 36                 | Gr. 5    | 67 | Team Castrol Denmark         | Jörgen Poulsen Peter Hansen                           | Porsche 935K3                | 14  |
| Nicht gestartet    |          |    |                              |                                                       |                              |     |
| 37                 | Gr. 5    | 69 | Kenneth Leim                 | Kenneth Leim Kurt Simonsen                            | BMW 320i                     | 1   |
| Nicht qualifiziert |          |    |                              |                                                       |                              |     |
| 38                 | B        | 91 | Maurice Dantinne             | Maurice Dantinne Pierre Vaillant                      | Ferrari 308 GTB              | 2   |

1 nicht gestartet
2 nicht qualifiziert

### Nur in der Meldeliste
Hier finden sich Teams, Fahrer und Fahrzeuge, die ursprünglich für das Rennen gemeldet waren, aber aus den unterschiedlichsten Gründen daran nicht teilnahmen.
| Pos. | Klasse | Nr. | Team                     | Fahrer                                      | Chassis         |
| ---- | ------ | --- | ------------------------ | ------------------------------------------- | --------------- |
| 39   | C      | 14  | March Racing             |                                             | March 82G       |
| 40   | C      | 25  | Primagaz                 | Bruno Sotty Pierre Yver                     | Rondeau M379C   |
| 41   | C      | 37  | Grid Plaza Racing Ltd.   | Emilio de Villota                           | Grid Plaza S1   |
| 42   | C      | 39  | Dorset Racing Associates | Pascal Witmeur François Duret Ian Harrower  | De Cadenet Lola |
| 43   | Gr. 6  | 53  | Osella Mirabella Racing  | Martino Finotto Carlo Facetti               | Osella PA9/82   |
| 44   | Gr. 6  | 55  | Dorset Racing Associates | Roy Baker                                   | Lola T298       |
| 45   | Gr. 5  | 62  | Helmut König             | Helmut König Jean-Paul Libert Teddy Pilette | BMW M1          |
| 46   | Gr. 5  | 64  | Claude Bourgoignie       | Claude Bourgoignie                          | Porsche 935K3   |

### Klassensieger
| Klasse   | Fahrer            | Fahrer            | Fahrzeug                | Platzierung im Gesamtklassement |
| -------- | ----------------- | ----------------- | ----------------------- | ------------------------------- |
| C        | Jacky Icky        | Jochen Mass       | Porsche 956             | Gesamtsieg                      |
| B        | Georg Memminger   | Fritz Müller      | Porsche 930             | Rang 20                         |
| Gr. 6    | Riccardo Patrese  | Teo Fabi          | Lancia Martini LC1      | Rang 3                          |
| Gr. 5    | Giampiero Moretti | Mauro Baldi       | Porsche 935/78-81       | Rang 7                          |
| GT       | Jens Winther      | Lars-Viggo Jensen | BMW M1                  | Rang 14                         |
| IMSA GTO | Jonathan Palmer   | Richard Lloyd     | Porsche 924 Carrera GTR | Rang 15                         |

### Renndaten
- Gemeldet: 46
- Gestartet: 36
- Gewertet: 21
- Rennklassen: 6
- Zuschauer: 30000
- Wetter am Renntag: kühl und trocken
- Streckenlänge: 6,976 km
- Fahrzeit des Siegerteams: 6:06:04,140 Stunden
- Gesamtrunden des Siegerteams: 144
- Gesamtdistanz des Siegerteams: 1004,544 km
- Siegerschnitt: 164,648 km/h
- Pole Position: Jacky Ickx – Porsche 956 (#1) – 2:16,120 = 185,861 km/h
- Schnellste Rennrunde: Michele Alboreto – Lancia Martini LC1 (#51) – 2:21,180 = 177,884 km/h
- Rennserie: 5. Lauf zur Sportwagen-Weltmeisterschaft 1982